# Edimax
Edimax je tchajwanská společnost zaměřující se na design, vývoj a výrobu široké škály síťových řešení. Byla založena roku 1986 na Tchaj-wanu a později se rozrostla do celé Asie a stal se z ní tak jeden z nejvýznamnějších výrobců moderních síťových komunikačních produktů. Edimax má sídlo ve městě Tchaj-pej, Tchaj-wan, a je uvedena v tchajwanské burze od roku 2001. V roce 2006 příjmy společnost dosáhly 78 milionů dolarů a její současná pracovní síly čítá více než 750 zaměstnanců po celém světě.

## Výzkum a vývoj
Inženýrský tým Edimaxu tvoří více než 20 % všech zaměstnanců společnosti. Každý rok zvyšuje investice do výzkumu a vývoje k posílení schopnosti vyvinout inovativní produkty pro dnešní dynamický průmysl a trh. Všechny produkty Edimax mají emisní označení CE, FCC a C-Tick a testy kompatibility certifikovaných ovladačů jsou prováděny společností Microsoft, Novell a NSTL. V roce 2003 byla společnost oceněna certifikáty kvality ISO 9001 a ISO 14000, zajišťuje tedy nejvyšší kvalitu výrobků a služeb. Edimax navíc vstoupila do strategického partnerství s několika prodejci čipových sad a podílí se mimo jiné i v Gigabit Ethernet Aliance.

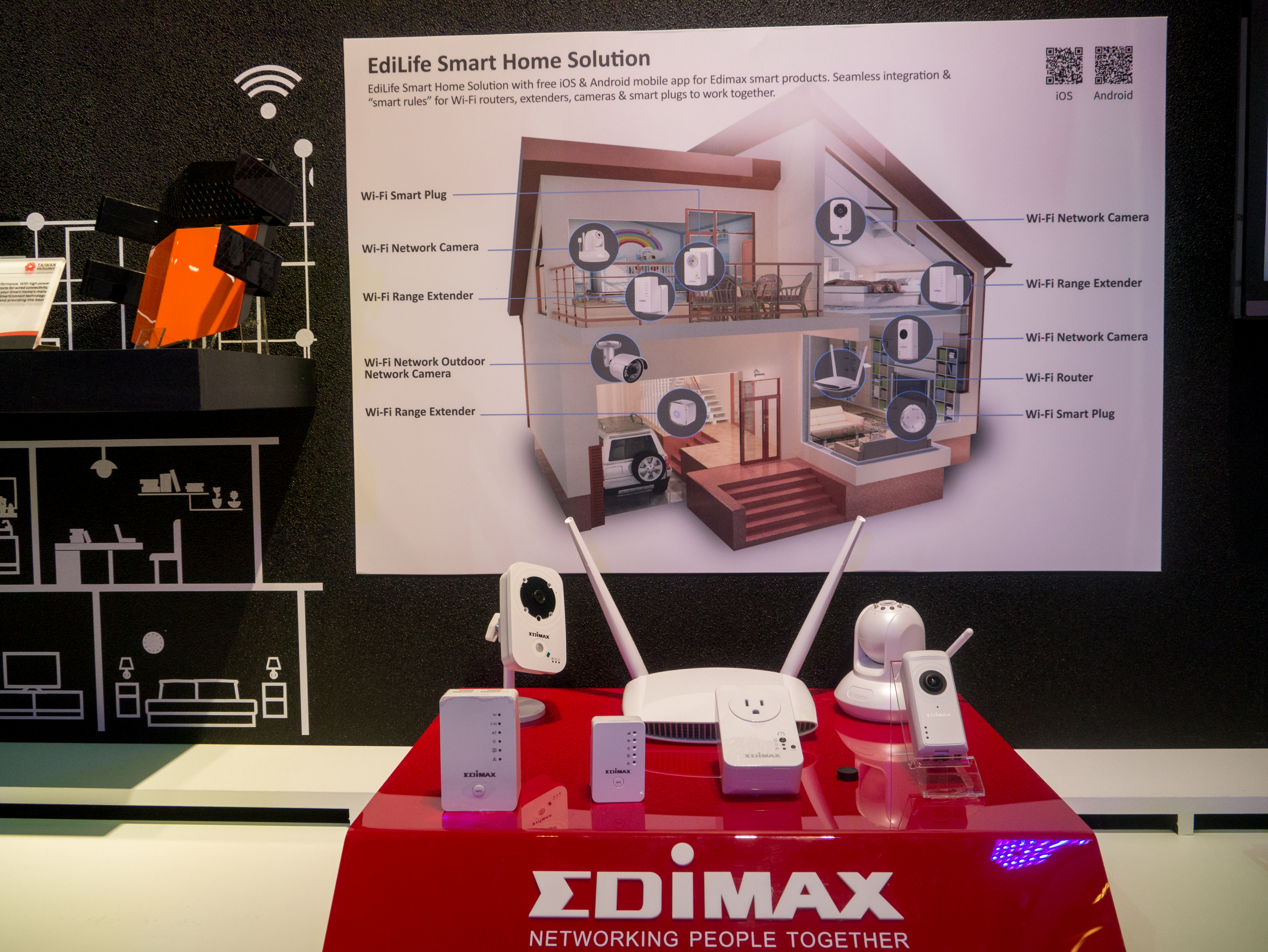
Edimax EdiLife Smart Home Solution, veletrh Computex Taipei 2016

## Rozšíření společnosti
Společnost Edimax zahrnuje i dceřiné společnosti v USA, Číně a Evropě. Společnost vlastní i pobočky v Miami, San Jose, Pekingu, Nizozemsku, Spojeném království, Polsku, Rumunsku a nejnověji ve Francii a Rusku. V současné době prodává Edimax své produkty ve více než 70 zemích po celém světě.

## Výrobky společnosti
Kompletní nabídka výrobků se skládá z bezdrátových řešení (802.11n/802.11b/g), tiskový serverů, xDSL Routerů, Ethernet Switchů, PoE řešení, Powerline řešení, Network Access Controllerů, IP kamer, VoIP, KVM, Media Converterů.